# Edwin Krebs
Edwin Gerhard Krebs (Lansing, 6 de junho de 1918 — Seattle, 21 de dezembro de 2009) foi um bioquímico estadunidense.
Foi agraciado com o Nobel de Fisiologia ou Medicina de 1992, por descrever como a fosforilação ativa ou desativa proteínas e regula vários processos celulares.

## Trabalho de pesquisa
Em 1948, Krebs aceitou uma posição como professor assistente de bioquímica na Universidade de Washington, Seattle.  Quando Edmond H. Fischer chegou ao departamento em 1953, a dupla decidiu trabalhar na enzimologia da fosforilase. Durante o curso de seu estudo, eles puderam observar o mecanismo pelo qual ocorre a interconversão das duas formas de fosforilase: fosforilação reversível de proteínas.

Explicado de forma simples, na fosforilação reversível de proteínas, uma proteína quinase pega um grupo fosfato de adenosina trifosfato (ATP) e o liga a um local específico em uma proteína, introduzindo massa extra e carga negativa nesse local. Isso pode alterar a forma da proteína e transformar sua função em um processo biológico para cima ou para baixo, seja alterando sua atividade ou sua capacidade de se ligar a outra proteína. A proteína pode ser convertida de volta ao seu estado original por uma fosfatase proteica que remove o fosfato. Este ciclo controla inúmeros processos metabólicos, e desempenha um papel central na regulação da divisão celular, forma e motilidade. O desarranjo de vias específicas de fosforilação de proteínas é importante em doenças humanas, incluindo câncer e diabetes. Fischer e Krebs receberam o Prêmio Nobel de Fisiologia ou Medicina em 1992 pela descoberta da fosforilação reversível de proteínas.